# Трастузумаб эмтанзин
Трастузумаб эмтанзин — лекарственное средство для лечения рака молочной железы. В 2013 году одобрен для применения в России, Европейском союзе и США. Препарат выпускается компанией Рош под торговой маркой «Кадсила».
В молекуле трастузумаб эмтанзина объединены трастузумаб, действующий против HER-2-чувствительных опухолей, и эмтанзин (одна из форм мертанзина, DM1), который препятствует митозу и способствует апоптозу клеток опухоли.

## Общее описание
Трастузумаб эмтанзин разработан швейцарской фармацевтической компанией Рош (англ. Roche) для лечения неоперабельного HER2-позитивного местно-распространённого или метастатического рака молочной железы. В 2013 году Комитет Европейского Союза по лекарственным препаратам для человека рекомендовал препарат для использования в ЕС. Это решение было принято по результатам клинических испытаний III фазы «EMILIA».
Уже первичные результаты исследования показали, что трастузумаб эмтанзин по сравнению со стандартной на 2012 год химиотерапией (Лапатиниб и Капецитабин) показал лучшие результаты в продолжительности и улучшении качества жизни пациенток.  Это дорогое лекарство, стоимость курса лечения составляет приблизительно 91 000 £ (≈$153 000 US). Национальный институт здоровья и качества медицинской помощи Великобритании (англ. NICE) в 2014 году отказался от государственного финансирования закупок препарата «Кадсила» из-за его высокой цены.
Препарат представляет собой конъюгат анти-HER2 моноклонального антитела (трастузумаб) и ингибитора полимеризации тубулина (DM1 в форме эмтанзина)

## Фармакологические свойства

### Механизм действия
Моноклональное антитело G1 (трастузумаб) действует против HER-2-позитивных клеток опухоли и доставляет в них ингибитор полимеризации тубулина эмтанзин, являющийся одной из форм DM1 (другая его форма — мертанзин). Эти компоненты связаны между собой стабильным линкером, что обеспечивает адресную доставку цитотоксичного эмтанзина в клетки опухоли. Эмтанзин препятствует митозу клеток опухоли и стимулирует их апоптоз.

## Применение
Трастузумаб эмтанзин с 2013 года применяется в качестве таргетной терапии метастатического HER2-положительного рака молочной железы. С 2019 года FDA одобрила этот препарат для адъювантной терапии при ранних стадиях HER2-положительного рака молочной железы.  Он может назначаться в качестве монотерапии взрослым пациентам, если они ранее получали трастузумаб и таксаны.
Способ применения — внутривенная инфузия.

## Побочные действия
Трастузумаб эмтанзин — токсичный препарат. Его применение сопровождается повреждениями сердца, печени, плода у беременных. Среди побочных эффектов встречается также усталость, тошнота, мышечные боли, запор, тромбоцитопения, повышение уровня печеночных ферментов в крови.

### Беременность
Женщины детородного возраста во время лечения и 7 месяцев после него должны использовать контрацепцию.